# 国鉄タキ16200形貨車
国鉄タキ16200形貨車（こくてつタキ16200がたかしゃ）は、かつて日本国有鉄道（国鉄）及び1987年（昭和62年）4月の国鉄分割民営化後は日本貨物鉄道（JR貨物）に在籍した私有貨車（タンク車）である。

## 概要
本形式は、酢酸ビニル専用の 35t 積タンク車として1969年（昭和44年）から1975年（昭和50年）にかけて6ロット10両（タキ16200 - タキ16209）が富士重工業、日立製作所の2社で製作された。
所有者は、内外輸送、日本石油輸送、信越化学工業の3社であった。
1979年（昭和54年）10月より化成品分類番号「燃31」（燃焼性の物質、引火性液体、危険性度合2（中））が標記された。
タンク体は、35系タイプに属するステンレス鋼製で保温のため、厚さ75mm又は110mm のウレタン断熱材を備えておりキセ（外板）で覆われた。
荷役方式は、積込はドーム上部にある積込口から行い、荷卸しは液出入管と空気加圧による上出し方式である。車両によっては、両管にS字管を装備していた。
車体色は黒色、寸法関係は全長は12,300mm、全幅は2,720mm、全高は3,836mm、台車中心間距離は8,500mm、自重は16.9t、換算両数は積車5.0、空車1.8、台車はタキ16200 - タキ16207がベッテンドルフ式のTR41C、16208以降は平軸受・コイルばね式のTR41E-12であった。
1987年（昭和62年）4月の国鉄分割民営化時には全車がJR貨物に継承され、1995年（平成7年）度末時点では8両（タキ16200 - タキ16207）が現存していたが、1999年（平成11年）度に最後まで在籍した7両（タキ16200 - タキ16203 ,タキ16205 - タキ16207）が廃車となり同時に形式消滅となった。

### 年度別製造数
各年度による製造会社と両数、所有者は次のとおりである。
- 昭和44年度 - 5両
  - 富士重工業 2両 内外輸送（タキ16200 ,タキ16201）
  - 日立製作所 3両 日本石油輸送（タキ16202 - タキ16204）
- 昭和46年度 - 1両
  - 富士重工業 1両 内外輸送（タキ16205）
- 昭和47年度 - 2両
  - 富士重工業 1両 内外輸送（タキ16206）
  - 富士重工業 1両 内外輸送（タキ16207）
- 昭和49年度 - 2両
  - 富士重工業 2両 信越化学工業（タキ16208 ,タキ16209）